# نيوتن راسيل
نيوتن راسيل (بالإنجليزية: Newton Russell)‏ هو سياسي أمريكي، ولد في 25 يونيو 1927، وتوفي في 18 مايو 2013. حزبياً، نشط في الحزب الجمهوري. وقد انتخب عضو مجلس ولاية كاليفورنيا وانتخب عضو جمعية ولاية كاليفورنيا.